# لوكا كادالورا
لوكا كادالورا (بالإيطالية: Luca Cadalora)‏ هو متسابق دراجات نارية إيطالي سابق فاز ببطولة سباق الجائزة الكبرى للدراجات النارية. نافس في سباقات بطولة العالم للسوبربايك ولفئة 500 سي سي ولفئة 250 سي سي ولفئة 125 سي سي ولفئة 50 سي سي.

## البطولات
- سباق الجائزة الكبرى للدراجات النارية 1986
- سباق الجائزة الكبرى للدراجات النارية 1991
- سباق الجائزة الكبرى للدراجات النارية 1992

## روابط خارجية
- لوكا كادالورا على موقع MotoGP.com (الإنجليزية)
- لوكا كادالورا على موقع WorldSBK.com (الإنجليزية)
- لوكا كادالورا على موقع CONI honoured athlete website (الإيطالية)